# Dorothy Howell
Dorothy Gertrude Howell (ur. 25 lutego 1898 w Birmingham, zm. 12 stycznia 1982 w Malvern) – brytyjska kompozytorka i pianistka.

## Życiorys
Jej rodzicami byli Viola Rosetta Feeny i Charles Edward Howell, pianista-samouk, metalurg; zachęcali oni córkę do rozwijania talentu kompozytorskiego i pianistycznego. Przez pierwsze 14 lat życia mieszkała w Handsworth, przy Wye Cliffe Road 3. Uczyła się w szkole St. Anne w Birmingham. W 1912 roku rodzina przeprowadziła się do Wollescote House koło Stourbridge. Kształciła się w Boom w Belgii. Studiowała grę na fortepianie i kompozycję w londyńskiej Królewskiej Akademii Muzycznej od 1914 roku, gdzie kształciła się u Tobiasa Matthaya, Johna Blackwooda McEwena i P. Wallera. Następnie wykładała na macierzystej uczelni do 1970 roku.
Przeprowadziła się do Letchworth Garden City, a następnie do Malvern. Zmarła w domu opieku w Malvern. Została pochowana w Little Malvern, na cmentarzu przy kościele św. Wulstana, gdzie spoczywa także kompozytor Edward Elgar, którego grób odwiedzała przez lata.
Jej materialna spuścizna: fotografie, listy, partytury, które poleciła rodzinie wyrzucić, zostały odkryte przez bibliotekarkę muzyczną Ursulę Colville z Birmingham, w 2010 roku zorganizowano wystawę poświęconą kompozytorce w Birmingham Central Library.

## Twórczość
Komponowała od 13. roku życia, głównie muzykę orkiestrową, pieśni na głos i fortepian, utwory fortepianowe. Zostawiła po sobie ponad 130 utworów, jej spuścizna popadła w zapomnienie. Jej twórczość wykazuje wpływ muzyki Richarda Straussa (była za życia nazywana angielskim Straussem). Wybrane dzieła:
- Lamia, poemat symfoniczny[8] (1919[5])
- Kong Shee, balet (1921)[8]
- The Rock, uwertura (1928)[8]
- Koncert fortepianowy d-moll (1933)[10]
- Mazurka for 2 Pianos (1937)[1]
- Divertissements (1950)[1]
- Sonata na skrzypce i fortepian (1954)[8]